# 北川正人
北川 正人（きたがわ まさと、1936年〈昭和11年〉11月11日 - 2023年〈令和5年〉6月12日）は、日本の実業家、経営コンサルタント。元千代田化工建設代表取締役社長。妻は加賀前田家17代当主前田利建侯爵の長女。

## 経歴
アメリカ・カリフォルニア州バークレーにて誕生。第二次世界大戦開戦直前の1941年（昭和14年）8月、日本に帰国。慶應義塾中等部、慶應義塾高等学校を経て、1959年（昭和34年）に慶應義塾大学法学部法律学科を卒業。同年、千代田化工建設入社。営業部門を経て、1982年（昭和57年）取締役就任。1987年（昭和62年）常務、1989年（平成元年）専務、1992年（平成4年）副社長を経て、1996年（平成8年）12月柏原正明に代わり社長に就任。1999年社長退任。西尾清光が次代社長となる。その後、経営コンサルタントとして独立し有限会社ソリューション・アイズ・イニシアティブ、情報企画倶楽部代表取締役となる。
2023年6月12日、死去。86歳没。